# ديفيد روبنسون (لاعب كرة قدم)
ديفيد روبنسون (بالإنجليزية: David Robinson)‏ هو لاعب كرة قدم بريطاني في مركز قلب الدفاع، ولد في 14 يناير 1965 في Haverton Hill ‏ في المملكة المتحدة. لعب مع نادي هارتلبول يونايتد.